# Mario Killer
Mario Estanislao Killer Díez (Rosario, Santa Fe, Argentina, 15 de agosto de 1951), conocido como Mario Killer, es un exfutbolista argentino que jugaba como defensa. Su primer club fue el C. A. Rosario Central y jugó cuatro años en España con el Real Sporting de Gijón y el Real Betis Balompié. Además, fue internacional con la selección de fútbol de Argentina y participó en la Copa América 1975.

## Trayectoria
Comenzó su carrera deportiva en 1971 jugando en el C. A. Rosario Central, con quien se proclamó campeón del Torneo Nacional en 1971 y 1973. En 1975 se trasladó a España para formar parte del plantel del Real Sporting de Gijón, donde jugó hasta 1978. Allí logró un ascenso a Primera División en la temporada 1976-77 y la primera clasificación para una competición europea en la historia del Sporting en la campaña 1977-78, tras un quinto puesto en la máxima categoría. Posteriormente, se marchó al Real Betis Balompié, donde militó durante una temporada y volvió a conseguir la promoción a la máxima categoría en 1979. Tras su periplo por España, regresó a Argentina para jugar en el CA Newell's Old Boys. En 1980, se sumó a las filas del C. A. Independiente, club donde pasó tres campañas y fue campeón en 1983, antes de regresar al Rosario Central. Se retiró del fútbol profesional en 1985 jugando para el C. A. Belgrano.

## Selección nacional
Con la selección argentina jugó cinco partidos entre 1972 y 1975. Debutó el 25 de octubre de 1972 ante Perú, y su último encuentro lo disputó el 16 de agosto de 1975 contra Brasil, en la Copa América.

### Participaciones en Copa América
| Copa              | Sede          | Resultado     |
| ----------------- | ------------- | ------------- |
| Copa América 1975 | Sin sede fija | Primera ronda |

## Clubes
| Club                    | País      | Año       |
| ----------------------- | --------- | --------- |
| C. A. Rosario Central   | Argentina | 1971-1975 |
| Real Sporting de Gijón  | España    | 1975-1978 |
| Real Betis Balompié     | España    | 1978-1979 |
| C. A. Newell's Old Boys | Argentina | 1979-1980 |
| C. A. Independiente     | Argentina | 1980-1983 |
| C. A. Rosario Central   | Argentina | 1984      |
| C. A. Belgrano          | Argentina | 1985      |

## Palmarés

### Campeonatos nacionales
| Título           | Club                  | País      | Año    |
| ---------------- | --------------------- | --------- | ------ |
| Primera División | C. A. Rosario Central | Argentina | N-1971 |
| Primera División | C. A. Rosario Central | Argentina | N-1973 |
| Primera División | C. A. Independiente   | Argentina | 1983   |